# Dom over død mand
Dom over død mand er en svensk dramafilm fra 2012 instrueret af Jan Troell, der skrev manuskriptet i samarbejde med Klaus Rifbjerg. Den er baseret på journalisten Torgny Segerstedts liv.

## Handling
Torgny Segerstedt var en af det 20. århundredes mest ansete svenske journalister. Segerstedt kæmpede en ihærdig men ensom kamp mod Hitler og nazismen frem til sin død i 1945. I et land, hvor kongen og den politiske elite stod last og brast om neutralitetspolitikken, var det ikke nemt at trænge igennem med budskaber, der fraveg den officielle linje. En film om det offentlige liv og den politiske situation i Sverige under 2. verdenskrig, men også et ægteskabsdrama i den bedste svenske tradition.

## Medvirkende (i udvalg)
- Jesper Christensen som Torgny Segerstedt
- Pernilla August som Maja Forssman
- Ulla Skoog som Puste Segerstedt
- Björn Granath som Axel Forssman
- Peter Andersson som Christian Günther
- Maria Heiskanen som Pirjo
- Lia Boysen som Anita Levisson
- Lennart Hjulström som Marcus Wallenberg

Andre medvirkende kan nævnes Amanda Ooms, Henric Holmberg, Pierre Lindstedt og Eddie Axberg.